# Aspalathus gerrardii
Aspalathus gerrardii är en ärtväxtart som beskrevs av Harry Bolus. Aspalathus gerrardii ingår i släktet Aspalathus och familjen ärtväxter. Inga underarter finns listade i Catalogue of Life.